# Gothic (Computerspielreihe)
Die Gothic-Reihe ist eine Serie von Action-Rollenspielen mit Fantasy-Szenario. Derzeit existieren vier Teile mit mehreren Add-ons sowie ein Handyspiel. Der überwiegende Teil der Spiele ist, bei Third-Person-Perspektive oder alternativ umschaltbarer Egoperspektive und in Echtzeit ablaufendem Geschehen, durch Tastatur und Maus oder Controller steuerbar. Zusammengenommen konnte sich die Serie Gothic 1–4 über drei Millionen Mal verkaufen und zählt zu den erfolgreichsten deutschen Computerspiele-Produktionen überhaupt. Die Teile 1 bis 3 von Piranha Bytes erschienen zur Veröffentlichung exklusiv für Windows-PC – 2023 dann auch für die Nintendo Switch (Teil 1 & 2), daneben existiert ein Handy-Ableger namens Gothic 3: The Beginning. Das als Teil 4 veröffentlichte Arcania wurde neben dem PC auch auf Xbox 360, PlayStation 3 sowie PlayStation 4 veröffentlicht. Im Dezember 2019 veröffentlichte THQ Nordic einen von THQ Nordic Barcelona entwickelten Prototypen eines Remakes des ersten Gothic-Teils. Neben dem in Entwicklung befindlichen Remake sind für 2026 auch Portierungen der ersten drei Teile für PlayStation 4, 5, Xbox One und Series X/S angekündigt.

## Besonderheiten
Die Gothic-Spiele zeichnen sich durch folgende Besonderheiten aus:
- Der Hintergrund der Helden bleibt ein Geheimnis; ihre Namen und ihre Vergangenheit sind kaum bekannt.
- Viele der Quests lassen sich auf unterschiedliche Arten lösen.
- Anders als in den meisten Rollenspielen, legt man sich nicht vor dem Spiel auf eine Charakterklasse fest. Man beginnt die Geschichte stets mit derselben Figur und kann sich im Laufe des Spiels entscheiden, ob man sie zu einem Nah- oder Fernkämpfer oder zu einem Magier entwickelt.
- Eine besondere Bedeutung hat die Interaktivität des Spielers mit seiner Umgebung. Der Spieler kann viele Gegenstände benutzen, beispielsweise Schreine, einen Schleifstein oder einen Kochtopf. Teilweise dient dies zum Ausführen von Tätigkeiten aber etwa wie das Drehen eines Grillspieß auch nur der Stimmung und ohne speziellen Zweck.
- Die Spielwelt wirkt durch detaillierte Sozialstrukturen und Hierarchien in den Lagern und Gilden sowie durch den wiederkehrenden Ablauf der Tagesbeschäftigung der NSCs besonders lebendig.
- Aufgrund der festen Gildenwahl während der ersten beiden Serienteile und der daraus resultierenden Spezialaufträge für die Gilde ist der Wiederspielwert der jeweiligen Spiele hoch.
- Beim Kampfsystem werden im Nahkampf mit einem besseren Talentwert Schlagkombinationen möglich, die effektiver sind und eine kürzere zeitliche Abfolge haben als die Einzelschläge.
- Der Umgangston in den Spielwelten ist meist ziemlich rau, ändert sich aber teilweise in humorvoll oder andächtig.
- Besonders im dritten Teil sind Dialoge durch Ironie, Satire und weitere humoristische Stilmittel Spiegel menschlicher Schwächen.
- Die graphische Umsetzung zeichnet sich durch eine farblich vielfältige Detailtreue und durch gelungene Fernsichten aus.
- Wie die grafische ist auch die akustische Gestaltung sehr aufwendig, die eine an die jeweilige Landschaft angepasste Stimmung vermittelt. Erzeugt wird diese unter anderem durch die Musik des Komponisten Kai Rosenkranz. Aber auch die hervorragende Arbeit der deutschen Synchronsprecher trägt dazu bei.
- Angehörige der Community World of Gothic (WoG) haben mit freiwillig, im Grunde ehrenamtlich erbrachten, hohen Leistungen (Fehler- und Community-Patches wie auch Mods) zum Erfolg der Serie beigetragen.

## Entwicklungsgeschichte
Gothic (2001), Gothic II (2002) sowie dessen Add-on Die Nacht des Raben (2003) und Gothic 3 (2006) wurden von Piranha Bytes geschaffen und von Shoebox (erster Teil) bzw. JoWooD veröffentlicht.

### Streit um Gothic 3
Aufgrund von Streit zwischen Entwickler Piranha Bytes und Publisher Jowood am Ende des Gothic-3-Entwicklungsprozesses kam es zu einer Trennung beider. Ein in Entwicklung befindlicher weiterer Patch und Editor wurden nicht mehr fertiggestellt, Gothic 3 verblieb in einem sehr fehlerbehafteten Zustand. Durch einen Community-Patch wurde ein Großteil der Fehler behoben.
Als Auswirkung des Streites entwickelte Piranha Bytes eine weitere Spielreihe mit bislang drei Teilen, die deutliche Parallelen zur Gothic-Reihe aufweist. Risen, Risen 2 und Risen 3 wurden teilweise sogar mit Gothic-Synchronstimmen hergestellt. Auch die Risen-Teile erfreuen sich großer Beliebtheit. Nach einer Meldung von GameStar soll allein Risen 2 mit einer Auflagenstärke von einer Million Stück erschienen sein. Im Anschluss an die Risen-Reihe entwickelte Piranha Bytes das Science-Fantasy-Rollenspiel ELEX, das ebenfalls Parallelen zu Gothic aufweist.

### Gothic-3-Weiterentwicklung durch die Community
Der ehemalige Publisher Jowood ermöglichte deshalb Entwicklern aus der Fangemeinde über den Zugang zum Quellcode die Entwicklung von semi-offiziellen Community-Patches, um die verbliebenen gravierenden Probleme und Mängel zu beheben. In langjähriger, freiwilliger Arbeit wurde durch die Fancommunity mehrere Community-Patch Versionen entwickelt, welche im April 2012 mit der Version 1.75 (mit 1,48 GB der größte Patch bisher) ihren vorläufigen Abschluss fanden. Es wurden substantielle Verbesserungen und Korrekturen an dem Spiel vorgenommen und damit ein spielbarer Zustand des Spiels Jahre nach der Erstveröffentlichung erreicht. Nach den vor allem technischen Korrekturen des Community Patch Projekts, sollen inhaltliche Lücken und Inkonsistenzen in der Geschichte und Atmosphäre zu den vorherigen Gothic-Teilen durch das Community Story Project (CSP) behoben werden, ein Veröffentlichungstermin steht jedoch nicht fest.

### Gothic-3-Add-ons
Ein an den dritten Teil anknüpfendes Add-on namens Götterdämmerung, entwickelt vom indischen Studio Trine Games, erschien 2008. Wie schon das Hauptspiel galt es jedoch als sehr fehlerbehaftet, erst mit der Übergabe der Entwicklung an Mad Vulture Games, einer aus der Fan-Entwicklungscommunity hervorgegangene Firma, konnte mit einer Enhanced Edition des Add-on eine weitgehend fehlerbereinigte Version erstellt werden. Götterdämmerung ist im Unterschied zum Zusatz Die Nacht des Raben für Gothic 2 ein sogenanntes Standalone-Add-on, also ohne Hauptspiel benutzbar.
Zudem wurde eine Handyadaption von Gothic 3 namens The Beginning von HandyGames erstellt, die im Januar 2008 erschien.

### Arcania
Jowood beauftragte nach der Trennung von Piranha Bytes das Entwicklerstudio Spellbound Entertainment, den vierten Teil der Serie, Arcania – Gothic 4, zu entwickeln. Durch die Insolvenz des Herausgebers JoWooD wurde das de facto fertige Add-on Fall of Setarrif für Arcania erst nach etwa einem Jahr, am 25. Oktober 2011 veröffentlicht. 2013 gab der Rechteinhaber von Arcania, Nordic Games bekannt, dass man das Spiel fortan nicht mehr mit dem Namenszusatz Gothic 4 vertreiben wolle.

### Lage der Markenrechte
Piranha Bytes blieb nach der Trennung weiterhin im Besitz der Markenrechte, gestand seinem ehemaligen Publisher JoWooD jedoch vertraglich und zeitlich begrenzt die Nutzungsrechte der Marke zu, und entwickelte daraufhin mit der Risen-Serie weiter Gothic-artige Spiele.
Gemäß einer Aussage des JoWooD-Mitarbeiters Stefan Berger im Mai 2011 habe das Unternehmen JoWooD lediglich Verträge für die Veröffentlichung von Gothic 4 und Add-on gehabt, während die Rechte für Gothic 5 und weitere Teile bei Piranha Bytes lägen.

„Es bestehen Verträge, die ihre Gültigkeit haben, dass das Unternehmen JoWooD Gothic 4 und Add On noch veröffentlichen kann, sowie die bestehenden Produkte bis zu einem gewissen Zeitraum vermarkten darf. […] Ein Gothic 5 und weitere Versionen gehören dem Entwickler Piranha Bytes, dies ist aber schon vor mehreren Jahren vereinbart worden, also nichts Neues aus der Pleite des Unternehmens Jowood. Dieses Thema wurde nur bis dato nie so breitgetreten und offiziell veröffentlicht.“

Am 22. Mai 2019 gab der schwedische Konzern THQ Nordic, welcher 2011 bereits den insolventen Publisher JoWooD übernommen hatte, den Kauf des Entwicklerstudios Piranha Bytes inklusive der Markenrechte an Gothic bekannt.

### Portierungen
Im Jahr 2023 erschienen die ersten beiden Teile der Serie auf der Nintendo-Switch-Konsole. THQ Nordic hatte einen tragbaren Konsolenport des ursprünglichen Spielcodes vorbereitet, ohne Remastering und ohne Modifikationen (jedoch mit einigen Verbesserungen). Der erste Teil der Serie, Gothic Classic, wurde am 28. September 2023 veröffentlicht. Der zweite Teil, Gothic II Complete Classic, zusammen mit der Erweiterung Die Nacht des Raben, hatte seine Premiere am 28. November 2023. Am 1. August 2025 wurde bekannt gegeben, dass die ersten drei Gothic-Teile 2026 für PlayStation und Xbox erscheinen sollen. Damit bekommt auch Gothic 3 erstmalig eine Portierung. Geplant sind Umsetzungen der Trilogie für PlayStation 4, PlayStation 5, Xbox One und Xbox Series X/S.

### Remake unter THQ Nordic
Im Dezember 2019 veröffentlichte THQ Nordic einen Prototyp zu einem Remake des ersten Gothic-Teils. Das Remake ist beim von THQ Nordic gegründeten Entwickler Alkimia Interactive in Entwicklung. Produzent des Remakes ist Reinhard Pollice, der bereits Arcania produzierte.

## Die Spielwelt

### Die Götter
Die Welt von Gothic wird von drei Gottheiten beherrscht: Innos, Adanos und Beliar. Während Innos für die Ordnung, das Feuer und das Licht und Beliar für das Chaos und die Finsternis steht, sorgt Adanos als Gott des Wassers für den Ausgleich zwischen den beiden Seiten.
Während die Götter in den ersten beiden Teilen des Spiels nur durch ihre irdischen Vertreter und die Möglichkeit, an Schreinen um ihre Gunst zu beten, eine Rolle spielen, treten sie in Gothic 3 selbst in Aktion.
Das Sektenlager aus dem ersten Teil verehrt einen anderen „Gott“ (den Schläfer), der sie aus der Kolonie befreien sollte. Dieser stellte sich dann jedoch als besonders mächtiger Erzdämon Beliars heraus.

### Insel Khorinis
Die Insel Khorinis, auf der die Handlung der ersten beiden Spielteile angesiedelt ist, gehört zum Königreich Myrtana. Für dessen Krieg gegen die Orks ist sie wegen der reichhaltigen Vorkommen von magischem Erz von strategischer Bedeutung, denn das Erz wird zur Herstellung magischer Schwerter benötigt. Um den Abbau in den Minen zu beschleunigen, ging König Rhobar II. dazu über, sämtliche Sträflinge des Reiches nach Khorinis zu deportieren, um sie dort zum Erzabbau zwangszuverpflichten.
An der Küste der Insel befindet sich die gleichnamige Hafenstadt. Diese ist in Gothic 2 der Hauptstützpunkt der Paladine. In der Nähe der Stadt gibt es einige Bauernhöfe, die der Stadt tributpflichtig sind. In der Mitte der Insel befindet sich ein altes Innos-Kloster, in welchem der Orden der Feuermagier lebt. Im Süden der Insel befindet sich der Hof des Großbauern und einige, bei ihm in Pacht stehende, kleine Bauernhöfe. An der Wegkreuzung zwischen Kloster, Großbauern und Hafenstadt befindet sich eine Taverne.
Im Osten der Insel befindet sich ein dichter Wald, der von den Bewohnern gewöhnlich gemieden wird.

#### Das Minental – Die Kolonie (Gothic)

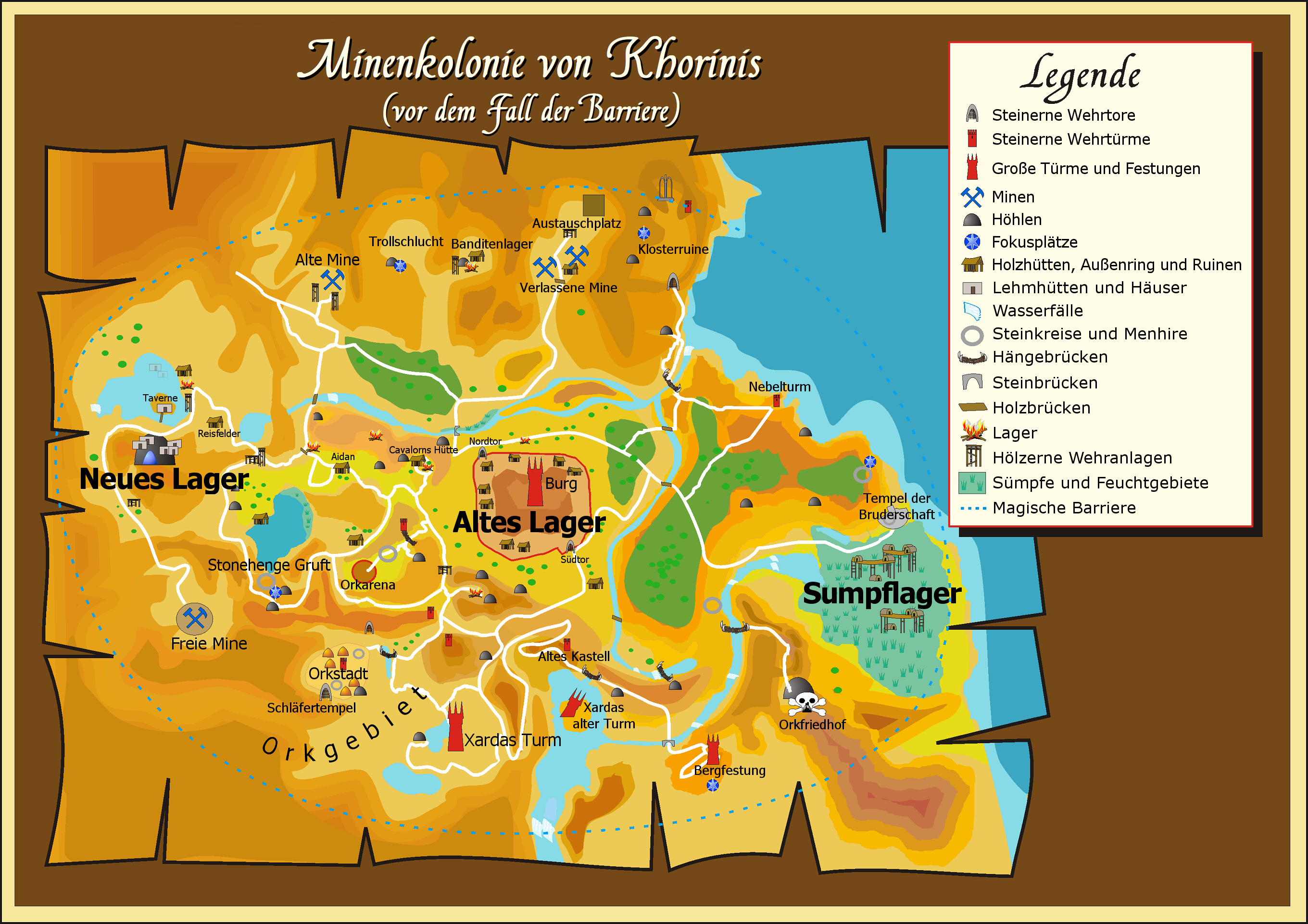
Karte des Minentals vor dem Fall der Barriere

Die Erzminen befinden sich im Südwesten der Insel. Während des ersten Teils der Serie ist das gesamte Minental von einer gewaltigen magischen Kuppel, der Barriere, umgeben, die von außen nach innen durchlässig, umgekehrt hingegen für Lebewesen innerhalb der Barriere undurchlässig ist.
Die Barriere wurde durch zwölf Magier errichtet und sollte ursprünglich nur die in der Mitte des Minentals gelegene Burg und die Minen umfassen. Durch sie sollten die gefangenen Zwangsarbeiter an der Flucht gehindert werden. Durch das Einwirken des Schläfers, eines mächtigen Dämons, wurde sie jedoch um ein Vielfaches größer als geplant. Die Unachtsamkeit der Wächter aufgrund dieser überraschenden Wendung nutzten die Gefangenen, um selbst die Macht in der Barriere zu übernehmen. Der Gefangene Gomez begann daraufhin, im Austausch gegen Erz Forderungen an den König zu stellen. Dieser musste einwilligen und Gomez und die übrigen Gefangenen mit Lebensmitteln, aber auch Luxusgütern und Frauen versorgen.
Nach der Erschaffung der Barriere trat der Magier Xardas aus dem Kreis des Feuers aus, wurde Dämonenbeschwörer und zog sich in einem abgelegenen Turm zurück. Die übrigen elf Feuer- und Wassermagier lebten in der Burg im Minental. Zusammen mit einem Teil der Gefangenen verließen die Wassermagier die Burg und gründeten das Neue Lager, das fortan im Streit mit dem in der Burg befindlichen Alten Lager stand. Die Wassermagier handelten nicht mit dem König, sondern sammelten das magische Erz, um die Barriere durch eine magische Sprengung zum Einsturz zu bringen. Ein weiterer Teil der Gefangenen gründete das Sumpflager, um den Schläfer, in Unkenntnis seiner wahren Gestalt, anzubeten.

#### Das Minental – Nach dem Fall der Barriere (Gothic II)
Nach dem Fall der Barriere flüchteten viele Sträflinge aus dem Minental und verstreuen sich auf der gesamten Insel. Durch den letzten Schrei des Schläfers kamen jedoch etliche Kreaturen Beliars, darunter Echsenmenschen und vier Drachen ins Minental. Wegen dieser Vorkommnisse blieben die Erzlieferungen aus. Dies zwang den König dazu, eine Schiffsexpedition von Paladinen nach Khorinis zu entsenden, um die Erzförderung wieder in Gang zu bringen. Diese können gegen die Übermacht an Feinden aber nichts ausrichten und sich lediglich in der Burg des Minentals verschanzen und die Orks weitestgehend am Verlassen des Tals hindern.
Gleichzeitig beginnt der Großbauer Onar, sich mit der Unterstützung einiger ehemaliger Gefangener gegen die Hauptstadt aufzulehnen, sodass es in dieser zu einer Nahrungsknappheit kommt, in deren Folge wiederum die öffentliche Stimmung mehr und mehr zu eskalieren beginnt.

#### Irdorath (Gothic II)
Die Hallen von Irdorath ist ein Beschwörungs-Tempel Beliars in der Spielwelt von Gothic II, und fungiert unter anderem als Operationsbasis der Orks. Auch Beliar verfallene Paladine, sogenannte Schattenlords, halten sich dort auf. Der Tempel wird von einem untoten Drachen beherrscht, einem Avatar Beliars, welcher auch gleichzeitig den Endboss von Gothic II darstellt.

#### Jharkendar (Gothic II – Die Nacht des Raben)
Kurz vor Beginn der Handlung von Gothic II stieß man im Norden der Insel auf ein Portal, das zur untergegangenen Stadt Jharkendar im Norden der Insel führt. Jharkendar war die Hochburg einer alten und hoch entwickelten Zivilisation, deren Gesellschaft auf dem Kastensystem beruhte. Letztendlich wurde die Stadt durch eine gewaltige Flutwelle zerstört, welche durch den Gott Adanos ausgelöst worden sein soll. Nur die Tempel blieben zum Teil erhalten, weil sie etwas erhöht lagen. Dieser Katastrophe ging ein verheerender Bürgerkrieg voraus, der durch ein „göttliches Artefakt“, ein Schwert mit dem Namen „Die Klaue Beliars“, ausgelöst wurde. Diese Waffe stiftete Neid, Hass und Missgunst zwischen den Kasten, sodass sich ihre Mitglieder gegenseitig bekämpften. Das Tal wurde von den letzten Überlebenden des Krieges versiegelt.
Im Laufe der Jahrhunderte entwickelte sich dort ein eigenständiger tropischer Mikrokosmos. Das Tal wurde Heimat von herumstreunenden Piraten, sowie, nach dem Fall der Barriere, von Dieben und Gardisten, die aus der Kolonie flohen und aufgrund der schweren Erreichbarkeit des Tales dort vor den königlichen Truppen sicher waren. Nach dem Fall der Barriere brachten die Piraten viele Sträflinge in das Tal, um mit ihnen Handel zu treiben. Die Sträflinge (die später die Banditen wurden) gründeten im dortigen Sumpf unter ihrem Anführer Raven, dem Stellvertreter Gomez’ aus dem ersten Teil, ein neues Lager und begannen mit dem Goldabbau in einer eigenen Mine. Bevor die Banditen mit den Piraten in Feindschaft gerieten, benutzten sie diese, um Bewohner der Stadt und der Insel Khorinis nach Jharkendar zu verschleppen und zu versklaven.

### Der Kontinent (Gothic III)
Der Kontinent besteht aus drei Regionen: Dem Mittelreich Myrtana, der Eisregion Nordmar und der Wüstenregion Varant. Bei der Ankunft des Helden haben die Orks Myrtana erobert und die Menschen des Königreichs versklavt. Nur die Hauptstadt des Reiches, Vengard, in der König Rhobar II. regiert, hält durch eine magische undurchlässige Kuppel stand. Nordmar ist die Region, in der die Orks den schwächsten Stand haben, da die Bewohner erbitterten Widerstand leisten. Im Wüstenreich Varant regieren die mit den Orks verbündeten Assassinen. Für ihre Unterstützung wurde ihnen seitens der Orks reiche Belohnung in Form von Gold zugesichert.

## Rezeption
| Spiel     | GameRankings | Metacritic |
| --------- | ------------ | ---------- |
| Gothic    | 79 %         | 81/100     |
| Gothic II | 79 %         | 79/100     |
| Gothic 3  | 64 %         | 63/100     |
| Arcania   | 62 %         | 63/100     |

Der erste und der zweite Teil wurde von der internationalen Presse wohlwollend bewertet, während der dritte Teil in der Kritikerbewertung stark abfiel. Auch der vierte Teil erhielt durchwachsene Bewertungen.

### Kommerzieller Erfolg
Die Gothic-Spieleserie zählt zu den erfolgreichsten deutschen Computerspiele-Produktionen überhaupt. Für 100.000 verkaufte Exemplare erhielt Gothic II einen Gold-Award  des Verbandes der Unterhaltungssoftware Deutschland. Allerdings beschränkt sich der Erfolg zum weitaus größten Teil auf den deutschsprachigen Raum und Osteuropa. Im westeuropäischen und amerikanischen Spielemarkt fristeten zumindest die ersten beiden Teile ein reines Nischendasein.

## Modding
Für Gothic und Gothic II gibt es eine Reihe von Modifikationen, die das Hauptspiel erweitern oder vollständige, neue Abenteuer ermöglichen sowie eine umfangreiche und aktive Modding-Community. Für Gothic 3 gibt es kein offizielles Modkit, allerdings von Fans entwickelte Tools, die schon einige Modifikationen hervorgebracht haben.

## Verschiedenes
- In den Gothic-Spielen gibt es eine Reihe sogenannter Easter Eggs, die teils nur durch Cheats einzusehen sind. Dazu gehören Waffen, Rüstungen, Kleidungsstücke, Monster, Nicht-Spieler-Charaktere (NSCs) und Gegenstände. Geschickte Spieler können mittels Cheats an „geheime Orte“ gelangen, die ohne Cheats nicht erreicht werden könnten. Einige Easter Eggs lassen sich aber auch finden, wenn man gezielt danach sucht. Zum Beispiel kann man an einer bestimmten Stelle im zweiten Teil über einen eigentlich unüberwindbaren Holzwall klettern und dort ein Schild von einem gewissen „Mighty Alien Dwarf“ finden.[34] Die Entwickler haben sich in ihren Spielen an mehreren Stellen verewigt: So haben sie im ersten Teil die Buchstaben KSO in Sternen an den Nachthimmel projiziert. In Gothic II wurden mit ihren Namen beschriftete Grabsteine auf einem Friedhof positioniert. Im dritten Teil der Serie wurde ein PB in den Fels modelliert, ferner gibt es auf einem Turm der Hauptstadt einen Gegenstand, der nur mit dem „Marvin“-Modus erreichbar ist.
- Die Mittelalter-Rock Gruppe In Extremo hat einen virtuellen Auftritt als NSCs im Alten Lager von Gothic, sie führt dort das auf Nysvenska gesungene Lied Herr Mannelig auf.
- Die Story-Inhalte von Arcania, ebenso wie die Inhalte des Gothic-3-Add-ons Götterdämmerung und der Handy-Spielversion The Beginning, gehören laut Piranha-Bytes-Geschäftsführer Michael Rüve nicht zum offiziellen Kanon der Spielereihe.[35]